# Peter Chambers
Peter Chambers (Ballymoney, 14 de marzo de 1990) es un deportista británico que compitió en remo. Su hermano Richard compitió en el mismo deporte.
Participó en dos Juegos Olímpicos de Verano, obteniendo una medalla de plata en Londres 2012, en la prueba de cuatro sin timonel ligero, y el séptimo lugar en Río de Janeiro 2016, en la misma prueba.
Ganó cuatro medallas en el Campeonato Mundial de Remo entre los años 2011 y 2017, y tres medallas en el Campeonato Europeo de Remo entre los años 2014 y 2016.

## Palmarés internacional
| Juegos Olímpicos   | Juegos Olímpicos          | Juegos Olímpicos  | Juegos Olímpicos          |
| Año                | Lugar                     | Medalla           | Prueba                    |
| ------------------ | ------------------------- | ----------------- | ------------------------- |
| 2012               | Londres (Reino Unido)     | Medalla de plata  | Cuatro sin timonel ligero |
| Campeonato Mundial |                           |                   |                           |
| Año                | Lugar                     | Medalla           | Prueba                    |
| 2011               | Bled (Eslovenia)          | Medalla de oro    | Dos sin timonel ligero    |
| 2013               | Chungju (Corea del Sur)   | Medalla de bronce | Doble scull ligero        |
| 2014               | Ámsterdam (Países Bajos)  | Medalla de bronce | Cuatro sin timonel ligero |
| 2017               | Sarasota (Estados Unidos) | Medalla de plata  | Cuatro scull ligero       |
| Campeonato Europeo |                           |                   |                           |
| Año                | Lugar                     | Medalla           | Prueba                    |
| 2014               | Belgrado (Serbia)         | Medalla de plata  | Cuatro sin timonel ligero |
| 2015               | Poznań (Polonia)          | Medalla de oro    | Dos sin timonel ligero    |
| 2016               | Brandeburgo (Alemania)    | Medalla de plata  | Cuatro sin timonel ligero |